# San Pietro Apostolo (Broni)

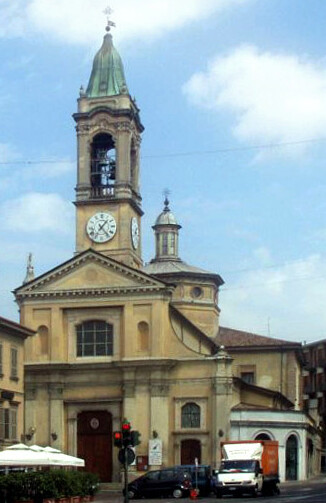
San Pietro

San Pietro Apostolo ist eine römisch-katholische Kirche in Broni in der italienischen Region Lombardei. Die Pfarrkirche des Bistums Tortona mit dem Patrozinium des Apostels Petrus trägt den Titel einer Basilica minor. Die heute barocke Kirche aus dem 16. Jahrhundert steht auf der zentralen Piazza San Francesco gegenüber dem Rathaus, dem früheren Kastell Este. Die Pilgerkirche beherbergt die Überreste des Schutzheiligen San Contardo d’Este im vergoldeten Schrein in seiner Kapelle.

## Geschichte
Ausgehend von einer ersten Kirche aus dem 3.–4. Jahrhundert wurde die Kirche im 12. Jahrhundert wesentlich erweitert und erhielt ihre heutigen Abmessungen 1518 bis 1560 durch die Bramante-Schüler Bernardino und Angelo Lonati. Der Glockenturm wurde 1629 erhöht und 1672 fertiggestellt. Die Rosenkranzkapelle aus dem 18. Jahrhundert wird als Stelle des ursprünglichen Oratoriums angesehen. Die Vierungskuppel wurde im 19. Jahrhundert ergänzt, das Tonnengewölbe wurde in den 1920er Jahren ausgestaltet. Die Ausstattung stammt vor allem aus dem 17. Jahrhundert. Die Fassade wurde 1835 im neuromanischen Stil nach Schäden wieder aufgebaut. Darüber hinaus wurde der zum Überflutungsschutz erhöhte Boden aus Platten aus weißem Carrara-Marmor und Bardiglio-Marmor hergestellt. 1953 erhielt die Kirche durch Papst Pius XII. den Titel einer Basilica minor. Bei der Fassadensanierung 1967 erhielt sie ihre heutige neoklassizistische Ausführung.

## Architektur
Die dreischiffige Basilika wurde im Stil des Barock auf dem Grundriss eines lateinischen Kreuzes errichtet. Das Langhaus umfasst fünf Joche, die Vierung wird von einer Kuppel auf einem Tambour mit einer Laterne beleuchtet. Der Glockenturm mit quadratischem Sockel steht auf der linken Seite des Chors. Ab der Dachhöhe der Kirche ist er durch Gesimse in drei Etagen gegliedert. Im zweiten befindet sich die Uhr mit allseitigen Zifferblättern, die dritte ist höher mit dem offenen Geläut hinter großen Fensteröffnungen. Das Dach besteht aus einem barocken Turm aus Kupferblech, der von einem eisernen Kreuz überragt wird.
Die neoklassizistische Fassade erhebt sich über die niedrige Treppe und ist in zwei Etagen und den Giebel gegliedert. Die untere Etage zeigt mit ihrer Gliederung durch Säulen die drei Kirchenschiffe an und ist mit Eckpilastern an den Seitenwänden der Kirchenschiffe und Zwischenpilastern an den Bögen gestaltet, die diese vom Mittelschiff trennen. Zwei weitere Pilaster rahmen das Hauptportal ein. Die vier Mittelpilaster werden in der zweiten Etage fortgeführt und rahmen ein großes Fenster über der Tür ein. Die Flächen sind alle verputzt und mit einheitlichen Farben gestrichen.
Im Inneren unterteilen kannelierte Säulen die drei Kirchenschiffe und tragen das Tonnengewölbe, das 1929 vom Maler Pietro Servalli verziert wurde: in der Mitte segnet Papst Pius VII. den Klerus von Broni, an der Gegenfassade erinnert das Medaillon mit dem Wappen von Este an die Herkunft des Schutzpatrons San Contardo.

## Ausstattung
Die Ausgestaltung der Kirche erfolgte insbesondere im 17. Jahrhundert, besonders im Chor mit viel Stuck. Das halbrunde Apsisbecken zeigt die Kreuzigung Christi, umgeben von Engeln. Das zweireihige Chorgestühl stammt aus dem 18. Jahrhundert, wie auch die Dornenkanzel auf der linken Seite des Mittelschiffs an der vierten Säule. Statuen zeigen die Kirchenlehrer sowie die heiligen Petrus und Paulus. Das große Gemälde mit dem Martyrium des Apostels Petrus aus dem 17. Jahrhundert wird dem Mailänder Carlo Preda zugeschrieben.
Links vom Chor befindet sich die Rosenkranzkapelle aus dem 18. Jahrhundert, rechts die Kapelle San Contardo. In der Mitte der Kapelle befindet sich der Leichnam des heiligen Contardo, der der Andacht ausgesetzt ist. Das Gehäuse aus geschnitztem und vergoldetem Holz enthält die Reliquien des Heiligen, der als Pilger verkleidet ist. Im rechten Seitenschiff befindet sich die Herz-Jesu-Kapelle mit dem Kriegstriptychon, einem Werk aus dem 20. Jahrhundert von Angelo Barabino aus Tortona.
Der Boden des Langhauses besteht aus quadratischen Fliesen aus weißem Carrara-Marmor und Bardiglio-Kaisermarmor, die in Form eines Schachbretts verlegt sind. Der Fußboden des Chors besteht aus beigefarbenen Botticino-Marmorplatten.